# Жовнирский, Владислав Владимирович
Владисла́в Влади́мирович Жовни́рский (род. 12 июня 1978, Киев, УССР, СССР) — российский фигурист, выступавший в парном катании, ныне — заслуженный тренер России по фигурному катанию. Мастер спорта России международного класса, технический специалист парного катания Всероссийских соревнований.
В паре с Викторией Максютой — чемпион мира среди юниоров 1996 года и трёхкратный бронзовый призёр чемпионата мира среди юниоров 1997—1999 годов, победитель словацкой зимней Универсиады 1999 года.

## Карьера после спорта
После окончания спортивной карьеры в 2003—2008 годах катался в различных мировых ледовых шоу. Вместе с бывшей партнёршей Еленой Йованович снимался в художественном фильме «Королева льда».
Закончил Тюменский государственный университет.

## Спортивные достижения
с (Е. Йованович)
| Соревнования/Сезон | 2001—2002 | 2002—2003 |
| ------------------ | --------- | --------- |
| Чемпионаты России  | 8         | 10        |

с (В. Максюта)
| Соревнования/Сезон                  | 1993—1994 | 1995—1996 | 1996—1997 | 1997—1998 | 1998—1999 |
| ----------------------------------- | --------- | --------- | --------- | --------- | --------- |
| Этапы Гран-при: Skate America       |           |           |           |           | 3         |
| Небольхорн                          |           | 9         |           | WD        |           |
| Мемориал Непелы                     |           |           | 1         |           |           |
| Зимние Универсиады                  |           |           |           |           | 1         |
| Чемпионаты мира (юниоры)            |           | 1         | 3         | 3         | 3         |
| Юниорские финалы Гран-при           |           |           |           | 2         | 3         |
| Этапы юниорского Гран-при: Болгария |           |           |           |           | 1         |
| Этапы юниорского Гран-при: Германия |           |           |           |           | 1         |
| Этапы юниорского Гран-при: Венгрия  |           |           |           | 3         |           |
| Этапы юниорского Гран-при: Словакия |           |           |           | 1         |           |
| Чемпионаты России                   |           | 8         | 7         |           | 6         |

WD — фигуристы не завершили соревнования.

## Тренерская деятельность
Работает в группе своего бывшего тренера Нины Мозер. Среди его учеников:
- Ксения Столбова — Фёдор Климов (олимпийские чемпионы в командных соревнованиях, серебряные призёры Олимпийских игр, серебряные призёры чемпионата мира, трёхкратные призёры чемпионатов Европы, трёхкратные чемпионы России в парном катании).
- Лина Фёдорова — Максим Мирошкин (серебряные призёры I Юношеских олимпийских игр в Инсбруке, двукратные бронзовые призёры чемпионата мира среди юниоров, победители финала Гран-при среди юниоров, чемпионы России среди юниоров в парном катании).
- Вера Базарова — Юрий Ларионов (трёхкратные призёры чемпионатов Европы, чемпионы России в парном катании).
- Наталья Забияко — Юрий Ларионов (победители и призёры этапов Кубка России в парном катании).
- Наталья Забияко — Александр Энберт (серебряные призёры Олимпийских игр в командных соревнованиях, бронзовые призёры чемпионатов Европы и мира, трёхкратные призёры российского чемпионата в парном катании).

Некоторое время он тренировал будущую чемпионку Австралии Екатерину Александровскую.

## Награды
- Медаль ордена «За заслуги перед Отечеством» II степени (29 июня 2018 года) — за успешную подготовку спортсменов, добившихся высоких спортивных достижений на XXIII Олимпийских зимних играх 2018 года в городе Пхенчхане (Республика Корея)[2]